# Barra do Piraí (kommun)
Barra do Piraí är en kommun i Brasilien.   Den ligger i delstaten Rio de Janeiro, i den sydöstra delen av landet, 800 km sydost om huvudstaden Brasília. Antalet invånare är 94 855.
Följande samhällen finns i Barra do Piraí:
- Barra do Piraí

Omgivningarna runt Barra do Piraí är huvudsakligen savann. Runt Barra do Piraí är det tätbefolkat, med 257 invånare per kvadratkilometer.